# Majh Kanda
Majh Kanda – gaun wikas samiti w zachodniej części Nepalu w strefie Rapti w dystrykcie Salyan. Według nepalskiego spisu powszechnego z 2011 roku liczył on 936 gospodarstw domowych i 5261 mieszkańców (2658 kobiet i 2603 mężczyzn).